# Tamaroa
Tamaroa é uma vila localizada no estado americano de Illinois, no Condado de Perry.

## Demografia
Segundo o censo americano de 2000, a sua população era de 740 habitantes.
Em 2006, foi estimada uma população de 734, um decréscimo de 6 (-0.8%).

## Geografia
De acordo com o United States Census Bureau tem uma área de
2,5 km², dos quais 2,5 km² cobertos por terra e 0,0 km² cobertos por água. Tamaroa localiza-se a aproximadamente 155 m acima do nível do mar.

## Localidades na vizinhança
O diagrama seguinte representa as localidades num raio de 16 km ao redor de Tamaroa.